# アントニーとクレオパトラ

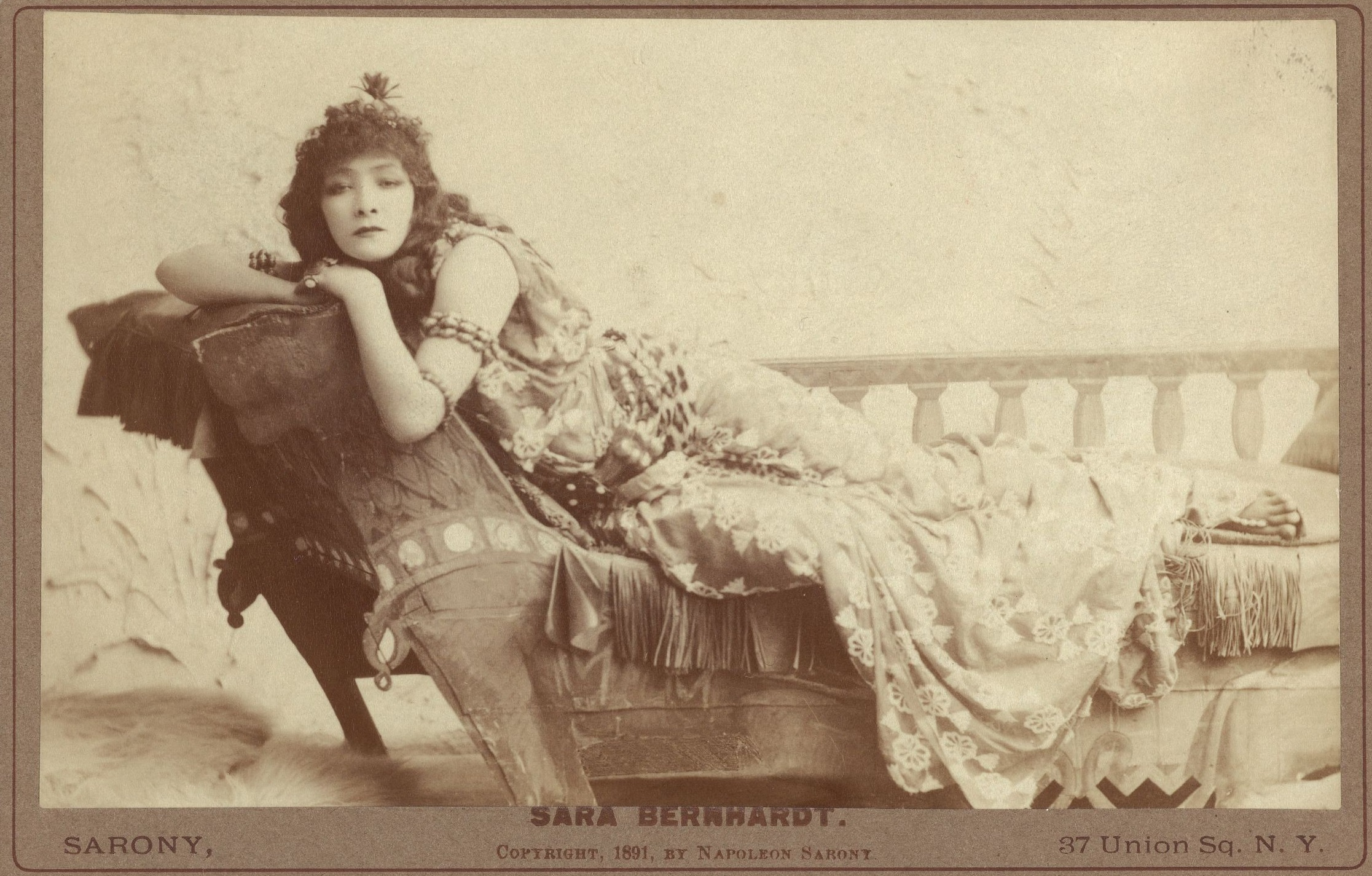
『アントニーとクレオパトラ』のクレオパトラに扮するサラ・ベルナール

『アントニーとクレオパトラ』 (Antony and Cleopatra) は、シェイクスピアの戯曲。5幕で1606年から1607年頃に成立。
『ジュリアス・シーザー』に次いで古代ローマに題材をとり、恋に身を滅ぼすアントニウスとクレオパトラを描いたもの。四大悲劇から晩年のロマンス劇への移行を示す。

## あらすじ
物語の舞台はシーザー暗殺後のローマ帝国。現在は三頭政治がしかれ、3人の執政官が互いに牽制しながら帝国を統治している。そのうちのひとりがアントニー。かつては勇猛さで名を馳せたが、今はエジプトのアレクサンドリアに滞在し、女王クレオパトラの成熟した美貌と激情と手練手管に翻弄され、遊興に耽っている。他方、ローマ本国では、他の2人の執政官であるオクテイヴィアス・シーザーとレピダスが政務を執っていた。
そんな中、ポンペイの反乱という事件が起こる。海賊や港の反徒と結託して海上の支配権を掌中におさめ、オクテイヴィアスに宣戦したのだ。オクテイヴィアスからの支援要請さえも拒むアントニーであったが、旧知の間柄であるポンペイが反乱を起こしたとの知らせ、ラビイーナスに率いられたペルシア軍がアジアを席巻しているとの知らせ、放蕩に耽るアントニーを立たしめんと妻のファルヴィアと弟のルーシャスが本国でオクテイヴィアスと戦を始めたものの、連戦連敗して敗走したとの知らせ、さらにその妻が病死したとの知らせを受けるにいたり、ついに迷妄から醒め、クレオパトラをエジプトに残してローマへの帰還を果たす。
3執政官とその側近による会議の結果、政治的にも感情的にも軋轢のあるアントニーとオクテイヴィアスは、ローマの危機に際して2人の絆を強固にするため、オクテイヴィアスの姉であるオクテイヴィアをアントニーの新たな妻に迎えるという策をとることにした。こうして、アントニー結婚の知らせをエジプトの地で受けたクレオパトラが嫉妬で狂乱している頃、アントニー、オクテイヴィアス、レピダスの3執政官とその側近たちは、ミセナ山の近傍でポンペイと直接交渉のテーブルに着くことになった。交渉はごく友好的に行われ、ローマはシシリーとサルディニアをポンペイに譲渡し、ポンペイは海賊をすべて解散させ、小麦相当量をローマに献上するという条件で調印が締結されることになり、ローマ側とポンペイ側のあいだで酒宴が開かれる。
ところがその後、オクテイヴィアスがレピダスと共闘してポンペイに戦を仕掛けた。ポンペイが殺されて終戦を迎えるや否や、オクテイヴィアスはレピダスがポンペイに送った手紙を引き合いに出してその罪を弾劾、レピダスを逮捕、監禁してしまう。オクテイヴィアスは激昂したアントニーからの弾劾状を受けとり、2人の執政官のあいだに拡がっていた亀裂は、いよいよ深刻化して事態は逼迫。弟と夫のあいだで板挟みの状態になったオクテイヴィアはローマにいる弟・オクテイヴィアスの許に戻り、アントニーはエジプトのクレオパトラの許に向かった。
間もなくして、オクテイヴィアスの指揮する強大な軍隊が電光石火のごとく進撃を始める。ともに軍隊を組織したアントニーとクレオパトラは、海上と陸上の両面でオクテイヴィアス軍を迎え撃つことになる。海戦が始まり、戦況は一進一退を窮めるに見えたが、クレオパトラの乗る艦船が恐れを成して逃げ出すと、それに付き従うかのように、アントニーの乗る艦船はクレオパトラを追いかけてゆき、味方の他の艦船は置き去りにされてしまうのだった。
アントニーとクレオパトラの味方についていた国王や将官たちは次々と寝返り、海上では大敗を喫してしまった。アントニーは身近にいた味方に黄金を与えて投降をすすめたり、アレクサンドリアの宮殿に戻れば、オクテイヴィアスの使者におもねるクレオパトラを見て口汚くののしったりする。しかし、なかば狂乱状態で息を吹き返したアントニーは酒宴を開く。最後の決戦を翌日に控え、召使いたちのこれまでの労をねぎらい、死を覚悟する。
いよいよ決戦の朝―――。長年にわたって忠実な腹心であったイノバーバスが、オクテイヴィアスの側に寝返ったことを兵から知らされるアントニーであったが、そのような部下たちの不義は、すべて自分の悲運によるものだと高をくくった。戦は熾烈をきわめた。アントニーの率いる軍隊は獅子奮迅の猛攻を見せ、ついにオクテイヴィアス軍をアレキサンドリアから撃退する。初日はアントニーの勝利に終わったのだ。そして、海戦で幕を開いた2日目―――。芳しくない戦況の中、アントニーはクレオパトラに対する憤りと不信感を爆発させてしまい、なかば狂気の淵で長広舌を振るう。さんざんののしられ、もはや耐えきれなくなったクレオパトラ。彼女は侍女のアドヴァイスを聞き入れて宮殿の廟にこもり、女王が自殺したとの知らせと遺言をアントニーに伝えさせることにする。
嘘の知らせを信じたアントニーは自ら心臓を突き刺して自殺におよぶ。部下の兵士たちに最後の留めを頼むものの、誰もが畏れて手出しできない。そこに、クレオパトラが不安になって送った使者がやってくる。彼が事の真相を瀕死のアントニーに語ってきかせると、アントニーは衛兵を呼び集め、自らをクレオパトラの許に運ぶよう命令する。そうして、アントニーはクレオパトラと廟の屋上で劇的な再会を果たした後、口づけを交わして絶命する。アントニーの悲報に接したオクテイヴィアスは、クレオパトラに最大限の寛大な処遇を約束しながらも、彼女を凱旋パレードの飾り物とするため、生きたままローマに連れて帰ろうとする。それを知ったクレオパトラは正装し、自らの胸をナイルの毒蛇にかませて自殺を遂げてしまうのだった。やってきたオクテイヴィアスはアントニーの傍らにクレオパトラを葬るように指示をして終幕。

## 創作年代
1608年5月に書籍出版業組合記録に登記されており、それ以前に書かれたと推察できる。さらに、サミュエル・ダニエルの『クレオパトラの悲劇』という作品の存在からさらに絞り込むことができる。この作品は1594年に発表されたが、1607年に改訂版が出た。この版に『アントニーとクレオパトラ』と類似点があり、ダニエルがシェイクスピアの作品を参考にしたと考えられている。
「アントニーとクレオパトラ」の四折本は当初刊行されておらず、1623年の第一・二折本（ファースト・フォリオ）が初めて刊行されたものである。

## 原典
『ジュリアス・シーザー』と同じく、プルタルコスの『英雄伝』（トマス・ノース訳）である。この「アントニウス編」第25節から第87節まで、筋書きやせりふをこれにほとんど忠実に拠っている。

## 上演
- 1931年、オールド・ヴィック・シアターにおいてジョン・ギールグッド（アントニー）主演で上演された。
- 1947年にブロードウェイで上演された際、クレオパトラ役のキャサリン・コーネルがトニー賞を受賞した。
- 1951年、ブロードウェイにてローレンス・オリヴィエ、ヴィヴィアン・リー主演で上演された。
- 1953年、ストラトフォード・アポン・エイヴォンのShakespeare Memorial Theatreにてマイケル・レッドグレイヴとペギー・アシュクロフト主演で上演された。
- 1968年、現代演劇協会附属劇団雲で上演。アントニーを神山繁、クレオパトラを岸田今日子が演じた。訳：福田恆存、演出：荒川哲生。日生劇場提携公演[1]。
- 1986年、ロンドンにてティモシー・ダルトン、ヴァネッサ・レッドグレイヴ主演で上演された。
- 1999年、ロイヤル・シェイクスピア・カンパニーにより上演された。主演はアラン・ベイツ。
- 2006年、ロイヤル・シェイクスピア・カンパニーにより上演された。主演はパトリック・スチュワートとハリエット・ウォルター。
- 2011年、彩の国さいたま芸術劇場、キャナルシティ劇場、シアターBRAVA!で公演され、韓国のLGアートセンターでも上演。主演は吉田鋼太郎と安蘭けい。演出は蜷川幸雄、訳詞は松岡和子。
- 2018年、ロイヤル・ナショナル・シアターにより制作・上演された。主演はレイフ・ファインズとソフィー・オコネドー。ナショナル・シアター・ライブとして映画館のスクリーンを通して中継、世界各地の映画館でも上映された。

## 映像化
- 1908年、アメリカで映画化。記録に残っている最初のものである。
- 1913年、『アントニーとクレオパトラ』 - イタリアで映画化。この作品は翌年日本でも公開され評判となった。
- 1971年、『アントニーとクレオパトラ』 - チャールトン・ヘストン監督・主演で映画化された。
- 1974年、トレヴァー・ナン監督でテレビ映画として製作された。
- 1981年にはBBCのシェイクスピア・シリーズとして製作された。
- 1983年にはテレビ映画として製作された。主演はティモシー・ダルトンとリン・レッドグレイヴ。

## 漫画化
- 『アントニーとクレオパトラ』（谷口敬）
  - アントニーとクレオパトラ - マンガ図書館Z（※18禁）（外部リンク）
- 『女王クレオパトラ』（きさらぎ亜衣画、ユニコン出版、世界名作コミック7） 1976

## 邦訳
- 坪内逍遥訳 早稲田大学出版部 1915年
- 和泉武訳『世界戯曲全集 第3巻(英吉利篇 1) (シエイクスピア集)』世界戯曲全集刊行会 1929年
- 本多顕彰訳 岩波文庫 1958年
- 福田恆存訳 新潮社 1961年 のち文庫
- 小津次郎訳『世界文学大系 第75 (シェイクスピア 第2)』筑摩書房 1965年
- 阿部知二訳『世界文学全集 カラー版 第39巻 (シェイクスピア)』河出書房新社 1970年
- 大山俊一訳 旺文社文庫 1976年
- 小田島雄志訳 白水社 1976年 のち白水Uブックス
- 平井正穂訳『世界文学全集 4 (シェイクスピア)』集英社 1979年
- 松岡和子訳　ちくま文庫、2011年